# قاضي الشيطان (مسلسل كوري)
قاضي الشيطان (بالكورية: 악마판사)؛ هو مسلسل تلفزيوني كوري جنوبي، من بطولة جي سونغ، كيم مين جونغ، بارك جين يونغ، بارك غيو يونغ، تم بثه على قناة تي في إن يومي السبت والأحد، من 3 يوليو الى 22 أغسطس 2021 لمدة 16 حلقة. وهو متاح ايضاً على شبكة نتفلكس.

## القصة
كانغ يو هان، «قاضي الشيطان» الفخري الذي ظهر وسط الفوضى والاضطراب، بطل الشعب أو الشيطان الذي يرتدي قناع القانون؟ كانغ يو هان (جي سونغ) هو قاضٍ رئيسي يرتدي ثيابًا قانونية من أجل مطاردة الأشرار، إنه «قاضي الشيطان» الذي يرتدي قناع القانون ويعاقب الجشعين والمتعطشين للسلطة من خلال عرض قاعة المحكمة، إنه يخلق هالة من الغموض حول نفسه بوجهه الوسيم وأذواقه الأنيقة، لكن من المستحيل أن يعرف أي شخص ما الذي يفكر فيه حقًا بداخله، شخصية مثيرة للانقسام، الجمهور غير متأكد مما إذا كان كانغ يو هان هو بطل شعبي حقيقي أم قوة خبيثة تزرع بذور الفوضى في بلاطه.  

## طاقم

### رئيسي
- جي سونغ في دور كانغ يوهان[7]
- كيم مين جونغ في دور جانغ سون أه[7]
- بارك جين يونغ في دور كيم جا أون[7]
- بارك جيو يونغ في دور يون سوو هيون[7]

### داعم
- جانغ يونغ نام في دور تشا كيونغ هي، وزيرة العدل، وهي مدع عام سابق طموحة من النخبة، هدفها أن تصبح رئيسًا لكوريا الجنوبية.[8]
- كيم جاي كيونغ في دور أوه جين جو (قاضية مساعد لدى المحكمة بجانب القاضي الرئيسي كانغ يوهان.[9]

## المشاهدات
| الموسم | الموسم | رقم الحلقة | رقم الحلقة | رقم الحلقة | رقم الحلقة | رقم الحلقة | رقم الحلقة | رقم الحلقة | رقم الحلقة | رقم الحلقة | رقم الحلقة | رقم الحلقة | رقم الحلقة | رقم الحلقة | رقم الحلقة | رقم الحلقة | رقم الحلقة | المتوسط |
| الموسم | الموسم | 1          | 2          | 3          | 4          | 5          | 6          | 7          | 8          | 9          | 10         | 11         | 12         | 13         | 14         | 15         | 16         | المتوسط |
| ------ | ------ | ---------- | ---------- | ---------- | ---------- | ---------- | ---------- | ---------- | ---------- | ---------- | ---------- | ---------- | ---------- | ---------- | ---------- | ---------- | ---------- | ------- |
|        | 1      | 1.382      | 1.232      | 1.300      | 1.518      | 1.481      | 1.452      | 1.325      | 1.224      | 1.108      | 1.300      | 1.600      | 1.508      | 1.540      | 1.547      | 1.812      | 1.994      | 1.458   |

وفقاً لنيلسن كوريا، قد حققت الحلقة الأخيرة اعلى نسبة مشاهدة بنسبة 7.9% مع الذروة 10.2% ، حوالي 1.9 مليون.
| رقم     | تاريخ البث    | تقييمات نيلسن كوريا | تقييمات نيلسن كوريا |
| رقم     | تاريخ البث    | على الصعيد الوطني   | سيئول               |
| ------- | ------------- | ------------------- | ------------------- |
| 1       | 3 يوليو 2021  | 5.552%              | 5.986%              |
| 2       | 4 يوليو 2021  | 5.095%              | 5.658%              |
| 3       | 10 يوليو 2021 | 5.534%              | 5.797%              |
| 4       | 11 يوليو 2021 | 6.287%              | 6.550%              |
| 5       | 17 يوليو 2021 | 5.982%              | 6.512%              |
| 6       | 18 يوليو 2021 | 6.015%              | 6.148%              |
| 7       | 24 يوليو 2021 | 5.600%              | 5.622%              |
| 8       | 25 يوليو 2021 | 5.468%              | 5.450%              |
| 9       | 31 يوليو 2021 | 4.739%              | 5.072%              |
| 10      | 1 اغسطس 2021  | 5.623%              | 5.737%              |
| 11      | 7 أغسطس 2021  | 6.321%              | 6.164%              |
| 12      | 8 أغسطس 2021  | 6.431%              | 6.770%              |
| 13      | 14 أغسطس 2021 | 6.910%              | 6.786%              |
| 14      | 15 أغسطس 2021 | 6.944%              | 6.564%              |
| 15      | 21 أغسطس 2021 | 7.492%              | 7.367%              |
| 16      | 22 أغسطس 2021 | 7.960%              | 7.694%              |
| المتوسط | المتوسط       | 6.123%              | 6.243%              |

## الإنتاج

### ينتج
المسلسل من أخراج مخرج قناة ام بي سي السابق تشوي جونغ كيو الذي عمل على إخراج مسلسلات مثل أسبوعين، مثلث، قمر احمر وشمس زرقاء، ومن كتابة مون يو سوك الذي كتب مسلسل «الآنسة حامورابي» لعام 2018،  هو قاض سابق. ومن تخطيط استوديو دراغون وانتاجه من قبل Studio&NEW التابع لشركة ناكست إنترتينمنت ورلد.

### طاقم
في 9 يونيو 2020، أفيد أن جي سونغ عُرض عليه الدور الرئيسي لدور كانغ يوو هان. انضم كل من الممثل بارك جين يونغ وبارك غيو يونغ إلى المسلسل في أغسطس. بينما أكدت وكالة كيم مين جونغ أنها في محادثات للانضمام لدراما يوم 3 ديسمبر 2020. تم تأكيد تمثيل الأربعة للمسلسل في 3 فبراير 2021. يجمع المسلسل شمل كل من جي سونغ وكيم مين جونغ اللذان سبق لهما التمثيل معًا في دراما الطبية "القلب الجديد" لعام 2007.

## تتمه محتملة
في مقابلة حول موسم ثان محتمل بعد نهاية المسلسل، أعلن الكاتب مون يو سيوك عن استعداده لكتابته وأنه يريد تجربة مسلسل أكشن أكثر مرحا، مثل شرلوك ولوبين.

## روابط خارجية
- القاضي الشيطان على الموقع الرسمي (بالكورية).
- قاضي الشيطان على موقع IMDb (الإنجليزية)
- قاضي الشيطان على موقع نتفليكس (الإنجليزية)
- قاضي الشيطان على موقع كينوبويسك (الروسية)
- قاضي الشيطان على موقع ألو سيني (الفرنسية)
- قاضي الشيطان على موقع قاعدة بيانات الفيلم (الإنجليزية)
- قاضي الشيطان على هانسينما (بالإنجليزية).